# 波蒂奇特設鎮區 (密歇根州)
波蒂奇特設鎮區（英語：Portage Charter Township）是位於美國密歇根州霍頓縣的一個特設鎮區。

## 地方資料
波蒂奇特設鎮區的面積為301.90平方千米，當中陸地面積為300.30平方千米，而水域面積為1.60平方千米。根據2020年美國人口普查的數據，當地共有人口3189人，而人口密度為每平方千米10.56人。

## 外部連接
- 波蒂奇特设镇区官方网站